# Clementine (Raumsonde)
Clementine war eine US-amerikanische Raumsonde, die 1994 den Erdmond erkundete.

## Mission
Mit der vom Naval Research Laboratory gebauten Clementine (nach dem amerikanischen Lied Oh My Darling, Clementine) wollte das US-Verteidigungsministerium eine neue Generation von Kameras, Solarzellen und anderer Instrumente testen. Als Zielobjekt wurde der Mond ausgewählt. Seit Explorer 49 im Jahr 1973 hatte keine US-Sonde mehr einen Mondorbit angeflogen. Mittels eines Swing-by-Manövers am Mond sollte die Sonde später aus dem Erdschwerefeld katapultiert werden und den Asteroiden (1620) Geographos erkunden. Für diese Mission holte das US-Verteidigungsministerium dann die Weltraumagentur NASA mit an Bord. Auch Systeme aus Frankreich waren vertreten. Die Sonde kostete 80 Millionen US-Dollar und wog 424 kg.

## Verlauf

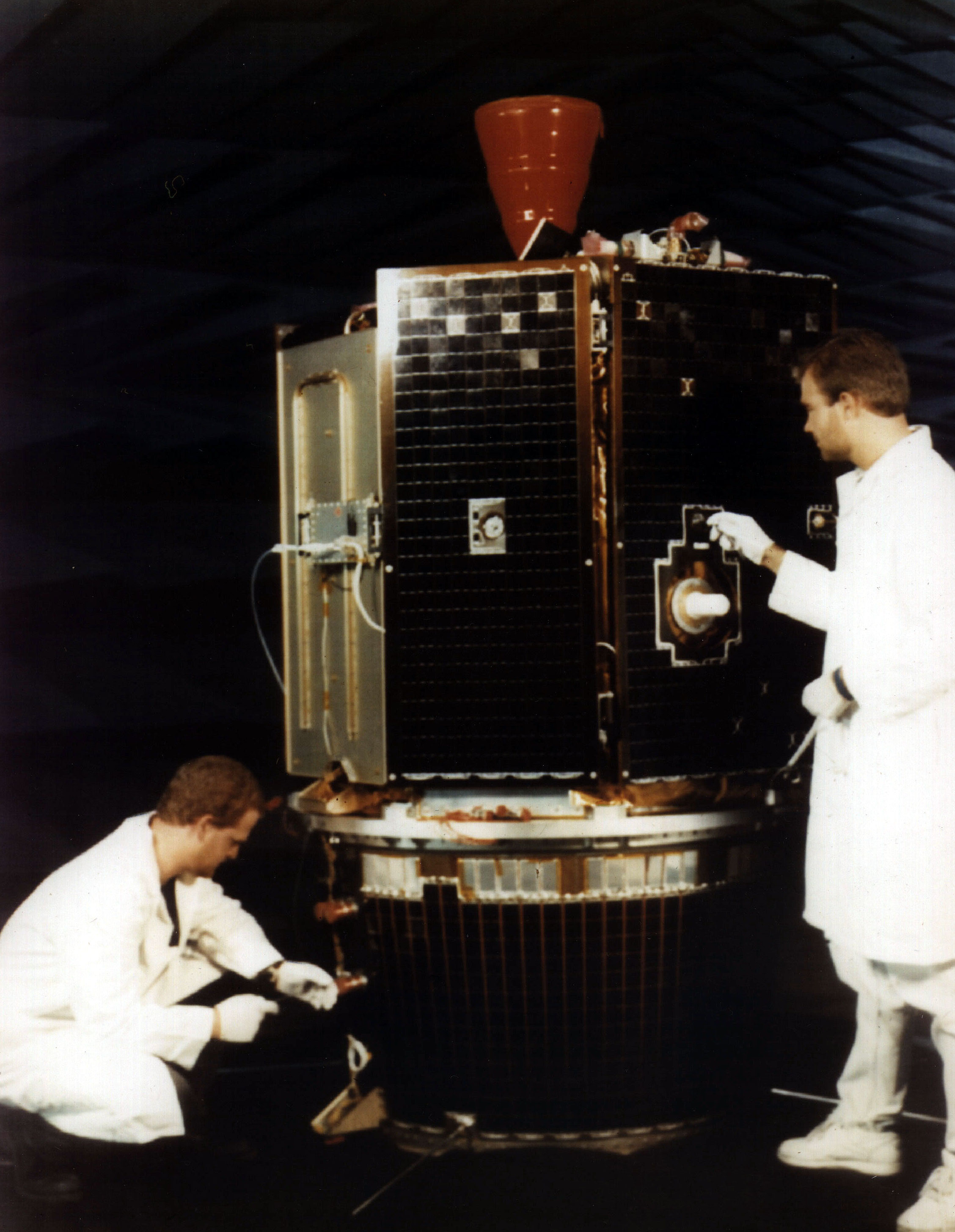
Clementine vor dem Start

Clementine startete am 25. Januar 1994 mit einer Titan 23G. Clementine war die erste Raumsonde, die von der Vandenberg Air Force Base in Kalifornien gestartet wurde. Sie erreichte am 19. Februar eine polare Umlaufbahn um den Mond. Die Sonde kartierte bis Mai etwa 95 % der Mondoberfläche (insgesamt rd. 1,6 Millionen Einzelbilder). Aufgrund einer Computerpanne kam es am 7. Mai, nach Verlassen der Mondumlaufbahn, unmittelbar vor dem Aufbruch zum Asteroiden (1620) Geographos zu einer fehlerhaften Triebwerkszündung, die die Sonde in eine Eigenrotation von 80 Umdrehungen pro Minute versetzte und alle Treibstoffreserven verbrauchte. Danach verblieb die Sonde in einer Erdumlaufbahn, um einige Instrumente im Flug durch den Van-Allen-Gürtel zu untersuchen. Im Juni 1994 versagte die Sonde ihren Dienst.

## Ergebnisse
Neben zahlreichen Fotografien sorgten insbesondere 1996 publizierte Hinweise auf Wassereis am Mondsüdpol für anhaltendes Interesse in der Forschung. Diese Hinweise waren mit Hilfe von Radarmessungen festgestellt worden. Sie wurden als so bedeutungsvoll eingestuft, dass eine weitere Sonde zum Mond unter dem Namen Lunar Prospector bei der NASA vorgeschlagen und genehmigt wurde.